# Palatka (Florida)
Palatka er en by i staten Florida i USA med et indbyggertal på 10.446 (2020) indbyggere. Den er hovedby i det amerikanske county Putnam County
Byen ligger på St. Johns-floden, og før jernbanerne kom var den en dampskibshavneby.

## Ekstern henvisning
- Wikimedia Commons har flere filer relateret til Palatka (Florida)
- Officiel hjemmeside